# Ayn Inserto
Ayn Inserto (* 19. Februar 1976 in Singapur) ist eine US-amerikanische Jazzmusikerin (Arrangement, Komposition) und Bandleaderin.

## Leben und Wirken
Inserto wuchs in einer musikalischen Familie auf und begann als Kind an der Yamaha School of Music Klavier zu spielen. Im Alter von zehn Jahren trat sie dem Chor ihrer örtlichen Kirche bei und begann, Orgel zu spielen. In dieser Zeit kam sie mit Jazz in Berührung und begann zu lernen, wie man improvisiert. Im Alter von 14 Jahren wanderte ihre Familie nach Kalifornien aus, und sie trat dem Bandprogramm ihrer Schule bei, indem sie Perkussionsinstrumente im Blasorchester und in der Jazzband der Schule Piano spielte. Später trat sie in Concord einem lokalen Drum and Bugle Corps als Mallet-Perkussionistin bei.
Inserto erwarb schließlich einen Abschluss am Los Medanos College und einen Bachelor an der California State University. Ihren Master of Music in Jazzkomposition erhielt sie 2001 am New England Conservatory; ihr Mentor war Bob Brookmeyer; außerdem studierte sie bei Dave Eshelman, Michael Zilber, Dan Zinn, Jerry Bergonzi, Allan Chase, Hankus Netsky, Don Haas, Carl Atkins, Mel Martin und Malcolm Peyton. Sie war Gewinnerin der IAJE/ASCAP Emerging Composer Commission zu Ehren von Frank Foster und des ASCAP Herb Alpert Young Jazz Composer Awards.
Mitte der 2000er-Jahre stellte Inserto für ihr selbst produziertes Debütalbum Clairvoyance (2006) eine 16-köpfige Bigband zusammen, der u. a. Bob Brookmeyer, Jeremy Udden und George Garzone angehörten; auf dem Folgealbum Muse spielten u. a. auch Brian Landrus und Carmen Staaf. In Italien stellte sie 2013 das Colours Jazz Orchestra zusammen, mit dem sie ebenfalls ihre eigenen Kompositionen darbot (Home Away from Home, 2014). Zu dem von ihr geleiteten Ayn Inserto Jazz Orchestra gehörten 2018 Musiker wie Allan Chase, Jason Yeager, Jennifer Wharton und Mark Zaleski.
Insertos Musik wurde in der Carnegie Hall, im Jazz at Lincoln Center Shanghai, im Dizzy’s Club im Lincoln Center, im Berklee Performance Center, in der Boston Symphony Hall, bei den JEN Conferences, Reno Jazz Festival, Billy Higgins Jazz Festival und am New England Conservatory aufgeführt. Im November 2022 war sie die Dirigentin der hr-Bigband bei zwei Auftritten mit Linda Oh; zusammen mit Jim McNeely orchestrierte und arrangierte sie Ohs Werke hierfür. Des Weiteren dirigierte sie in Massachusetts die MMEA All-State Jazz Band mit einem Programm aus Komponistinnen.
Inserto unterrichtet zudem als Professorin Jazzkomposition am Berklee College of Music. Sie ist Mentorin der Women in Jazz Organization und Mitglied des Vorstands des Jazz Education Network. Sie ist mit dem Lead-Trompeter Jeff Claassen verheiratet.

## Bedeutung
Michael G. Nastos verlieh ihrem Album Muse (2008) in Allmusic vier Sterne und schrieb, die zweite Aufnahme mit ihrem Jazzorchester sei so großartig und anspruchsvoll, dass sie ihren Status neben anerkannten Einflüssen und bekannten, erfahrenen Arrangeuren wie Maria Schneider, Bob Belden und Mark Masters sofort steigere. Insertos Musik sei nach strengen Toleranzen temperiert und präzise und werde von ihrer Band mit Freude interpretiert.
Nach Ansicht von Jack Bowers, der Insertos Album Down a Rabbit Hole (2018) in All About Jazz rezensierte, ist es beruhigend, in seinen Tiefen Musikern vom Kaliber des Posaunisten John Fedchock, des Tenorsaxophonisten George Garzone und des Trompeters Sean Jones zu begegnen, die Insertos bezaubernden Kompositionen und Arrangements Glanz und Wagemut verleihen. Nach Ansicht des Down Beat liefert Inserto auf diesem Album ein Programm, das die Stärken der Bigband-Besetzung gekonnt ausnutzt.

## Diskographische Hinweise
- The Ayn Inserto Jazz Orchestra with George Garzone: Muse (Creative Nation Music, 2008)
- Ayn Inserto Jazz Orchestra: Down a Rabbit Hole (Summit, 2018)